# 加護坊山
加護坊山（かごぼうやま）は、宮城県大崎市の篦岳丘陵にある標高223.2mの山である。
大崎市田尻にある山である。

## 当山及び周辺にある施設・設備

### 大崎市加護坊山自然公園
- 管理休憩施設
- 作業休憩施設
- バークゴルフ場
- クラブハウス
- 加護坊温泉さくらの湯
- 千本さくら（4月中旬 - 下旬）

#### 利用時間
- 管理休憩施設…8時30分 - 19時00分
- 作業管理施設…9時00分 - 17時00分
- パークゴルフ場…8時30分 - 19時00分
- クラブハウス…8時30分 - 19時00分
- 加護坊温泉さくらの湯…10時00分 - 22時00分

#### 休園日
- 夏季（4月 - 11月）…第1月曜日
- 冬季（12月 - 翌年3月）…毎週月曜日
- なお、加護坊温泉さくらの湯のみ第2（8月のみ第1）火曜日休業。

#### 利用料金
- 加護坊温泉さくらの湯入浴料…詳細は、下記外部リンクを参照の事。
- パークゴルフ場（1回）…大人（中学生以上）700円、小学生350円、小学生以下無料
  - 用具貸出料…1組300円（クラブ1本、ボール1個）

### 放送送信施設
- 当山には在仙テレビ局の涌谷デジタルの中継局及びコミュニティ放送局であるおおさきエフエム放送の送信所が置かれている。なお、放送エリアは、下記を参照の事。

#### 涌谷デジタルテレビ中継局
| ID | 放送局名           | 物理 チャンネル | 空中線電力 | ERP  | 放送対象地域 | 放送区域 内世帯数 | 偏波面   | 開局年月日    |
| -- | ------------------ | --------------- | ---------- | ---- | ------------ | ----------------- | -------- | ------------- |
| 1  | tbc 東北放送       | 19ch            | 100W       | 280W | 宮城県       | 約14万1000世帯    | 垂直偏波 | 2006年 7月1日 |
| 2  | NHK 仙台教育       | 14ch            | 100W       | 270W | 全国放送     | 約14万1000世帯    | 垂直偏波 | 2006年 7月1日 |
| 3  | NHK 仙台総合       | 17ch            | 100W       | 280W | 宮城県       | 約14万1000世帯    | 垂直偏波 | 2006年 7月1日 |
| 4  | MMT 宮城テレビ放送 | 24ch            | 100W       | 280W | 宮城県       | 約14万1000世帯    | 垂直偏波 | 2006年 7月1日 |
| 5  | KHB 東日本放送     | 28ch            | 100W       | 280W | 宮城県       | 約14万1000世帯    | 垂直偏波 | 2006年 7月1日 |
| 8  | OX 仙台放送        | 21ch            | 100W       | 270W | 宮城県       | 約14万1000世帯    | 垂直偏波 | 2006年 7月1日 |

- 所在地：遠田郡涌谷町
下郡字垂氷山道上25番地
- 2006年6月27日に本免許交付。
- 当中継局は、宮城県において最初のデジタル中継局である。アナログ中継局が設置されていなかったため、デジタル新局として開局した。
- 放送エリアは、遠田郡涌谷町のほぼ全域・大崎市・石巻市・登米市・栗原市・東松島市・宮城郡松島町・黒川郡大郷町・黒川郡大衡村・加美郡色麻町・加美郡加美町・遠田郡美里町（各一部地域除く）。
- なお、高利得アンテナを使用すれば、岩手県南部の一部（花泉町など）でも受信することができる。

#### おおさきエフエム放送送信所
| 放送局名             | 識別信号                                                    | 周波数  | 空中線電力 | ERP | 放送対象地域                               | 放送区域内世帯数 | 開局日        | 置局住所                           |
| -------------------- | ----------------------------------------------------------- | ------- | ---------- | --- | ------------------------------------------ | ---------------- | ------------- | ---------------------------------- |
| おおさきエフエム放送 | JOZZ2BF-FM（呼出符号） おおさきエフエムほうそう（呼出名称） | 83.5MHz | 20W        | 37W | 大崎市・遠田郡涌谷町・遠田郡美里町の各一部 | 4万2802世帯      | 2013年6月15日 | 大崎市田尻大沢字加護坊峯山178番1号 |

- 2013年4月24日に予備免許交付、6月7日に本免許交付。

### その他
- 近くには桜の名所もある。